# ميليسا أندرسون
ميليسا أندرسون (بالإنجليزية: Melissa Sue Anderson)‏ (و. 1962 – م) هي ممثلة، وممثلة تلفزيونية، من الولايات المتحدة الأمريكية، ولدت في بيركيلي، كاليفورنيا.

## وصلات خارجية
- ميليسا أندرسون على موقع IMDb (الإنجليزية)
- ميليسا أندرسون على موقع روتن توميتوز (الإنجليزية)
- ميليسا أندرسون على موقع ألو سيني (الفرنسية)
- ميليسا أندرسون على موقع تيرنر كلاسيك موفيز (الإنجليزية)
- ميليسا أندرسون على موقع أول موفي (الإنجليزية)
- ميليسا أندرسون على موقع قاعدة بيانات الأفلام السويدية (السويدية)
- ميليسا أندرسون على موقع إن إن دي بي (الإنجليزية)
- ميليسا أندرسون على موقع قاعدة بيانات الفيلم (الإنجليزية)
- ميليسا أندرسون على موقع كينوبويسك (الروسية)